# Cynopterus
Cynopterus vormt een geslacht uit de familie der vleerhonden (Pteropodidae). Soorten uit dit geslacht komen voor in een grote delen van India, Zuidoost-Azië en de Indische Archipel. Over de indeling in soorten en geslachten is geen consensus. 

## Soorten
Hier is gekozen voor een indeling met zeven soorten:
- Cynopterus brachyotis (S. Müller, 1838)
- Cynopterus horsfieldii J. E. Gray, 1843
- Cynopterus luzoniensis (W. C. H. Peters, 1861)
- Cynopterus minutus G. S. Miller, 1906
- Cynopterus nusatenggara D. J. Kitchener & Maharadatunkamsi, 1991
- Cynopterus sphinx (Vahl, 1797) – Kortneusvleerhond
- Cynopterus titthaecheilus (Temminck, 1825)

Acerodon · Aethalops · Alionycteris · Aproteles · Balionycteris · Casinycteris · Chironax · Cynopterus · Desmalopex · Dobsonia · Dyacopterus · Eidolon · Eonycteris · Epomophorus · Epomops · Haplonycteris · Harpyionycteris · Hypsignathus · Latidens · Lissonycteris · Macroglossus · Megaloglossus · Melonycteris · Micropteropus · Mirimiri · Myonycteris · Nanonycteris · Neopteryx · Notopteris · Nyctimene · Otopteropus · Paranyctimene · Penthetor · Plerotes · Ptenochirus · Pteralopex · Pteropus · Rousettus · Scotonycteris · Sphaerias · Styloctenium · Syconycteris · Thoopterus